# HSBC銀行 (中華人民共和国)

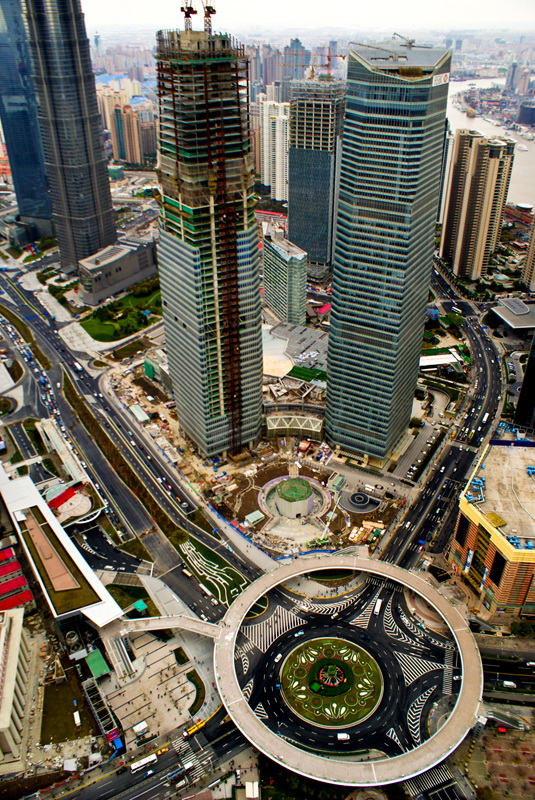
中国上海市にある上海国際金融中心の中国HSBC銀行本社

中国HSBC銀行（匯豊銀行（中国）・中国語；汇丰中国・英称；HSBC Bank China）は、イギリスの大手金融グループHSBCホールディングスが中華人民共和国において展開する金融グループである。

## 中国の金融政策の歴史と中国HSBC銀行
1865年に香港上海銀行（HSBC）が設立された。HSBCは中国では「匯豊銀行」と呼ばれた。「匯」は集まる「豊」は多いという意味であり、縁起のよい名前である。英国系銀行が中国の銀行市場を支配し、なかでもHSBCの存在が大きかった。同行は香港と上海間のイギリス商人の貿易外為業務を始め、中国国内での預金貸出業務、紙幣の発行を行った。また、清朝政府の外債借入と賠償金支払関係で、中国の関税と塩税収入の多くは同行に預金された。1932年には満洲中央銀行が満洲国の中央銀行となったが、外為取引では一時は上海外為市場取引の約3分の2を扱うなど中心的役割を果たし、1935年までは、中国の為替レートは同行上海支店のポートレートによって決定されていた。1938年には日本の横浜正金銀行に買収されたが、同銀行は日本が敗戦した後の1946年に解散・清算された。
1949年の中華人民共和国建国後、外国銀行が中国での特権がなくなり、多くは中国から撤退した。中国政府はHSBC、東亜銀行（香港）、華僑銀行（シンガポール）とスタンダード・チャータード銀行の4行に対して、上海での一部外為業務を継続的に行うことを認めた。1978年の改革開放政策実施後、中国は早い段階において銀行分野における対外開放をスタートさせた。1981年には、中国政府は深圳、珠海、汕頭、アモイと海南の5経済特区で外資銀行の進出と外為業務を継続的に行うことを解禁した。1982年1月に香港の南洋商業銀行（後に中国銀行に買収され、その子会社となった。）が深圳に支店を開設したことが、第1号となった。1985年4月に、国務院が「経済特区外資銀行・中外合資銀行管理条例」を公布した。中国政府の外資銀行の中国進出に対する最初の法規だった。1990年8月に、当初の5経済特区に加えて、上海が外資銀行の支店開設を認め、また1991年には、大連、天津、青島、南京、寧波、福州と広州の7都市も支店開設を認めた。1994年に、中国の金融体制改革がスタートし、同年2月に国務院が「外資金融機関管理条例」を発表し、外資金融機関による中国市場への参入条件やシニア管理層の適任資格および業務監督指標などについてルールを定めた。

## 現在の中国HSBC銀行の概要

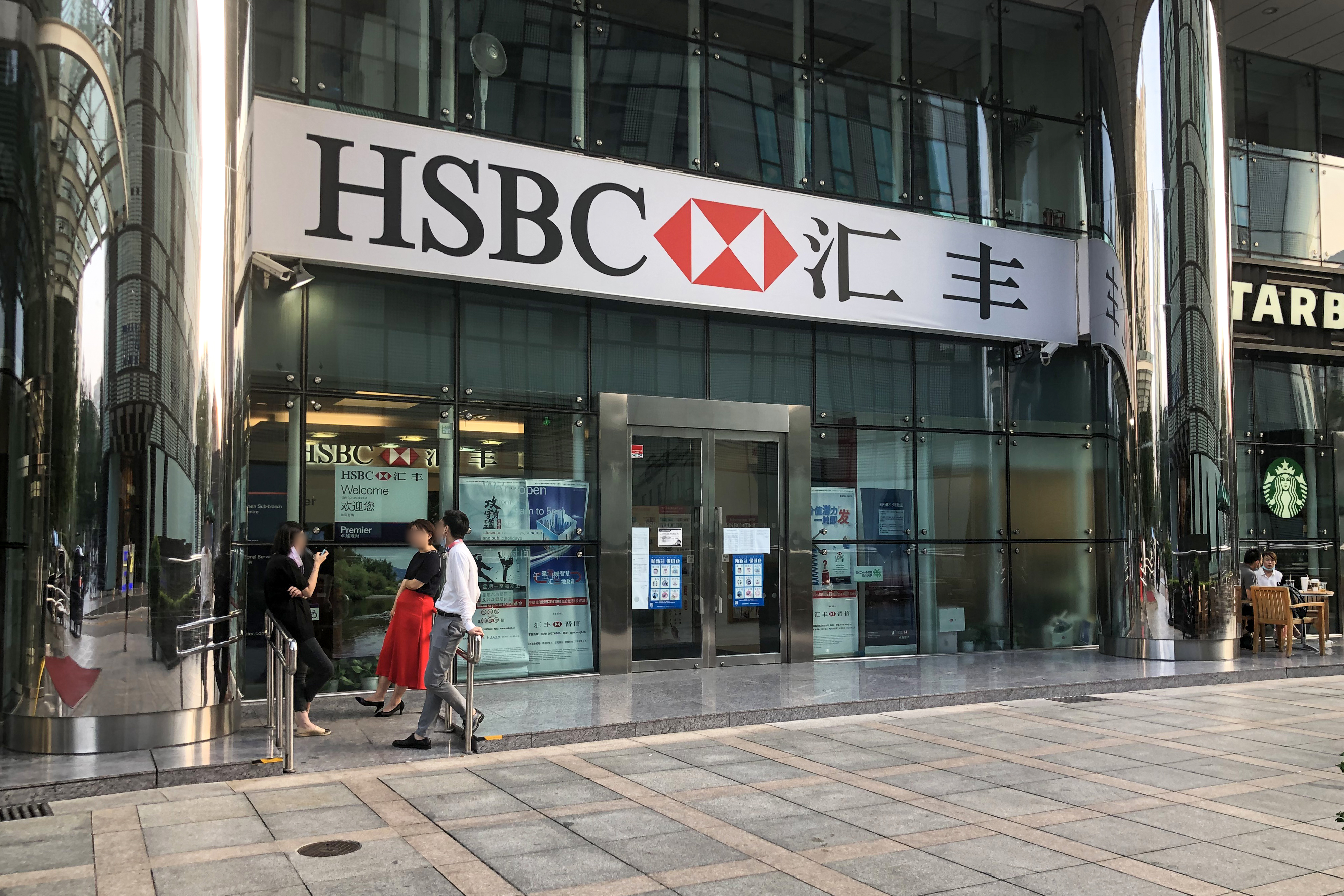
HSBC北京東直門支店

2007年3月、中国銀行業監督管理委員会が、HSBC、スタンダード・チャータード銀行、東亜銀行とシティバンクの4行に現地法人設立を許可した。4行は、翌4月2日それぞれ匯豊銀行（中国）有限公司（中国HSBC銀行、渣打銀行（中国）有限公司、東亜銀行（中国）有限公司、花旗銀行（中国）有限公司の現地法人名で開業した。2010年現在、中国HSBC銀行の中国国内の支店ネットワークを見ると、上海、広州、北京、天津、大連、青島、蘇州、武漢、アモイ、深圳、成都、重慶になど26都市に支店、代表事務所を106の都市に展開している。同年の同行の資産総額は2056億元、預金総額は1431億元、貸出総額は948億元である。中国国内における同行の業務内容は多角化しており、大手多国籍企業向けから中小企業までをカバーするコーポレートバンキングから、外国人から中国人までをカバーするリテールバンキングまでを提供している。また2008年3月に北京、上海、広州でプライベートバンキング業務も開始した。商品別でみると、預金、貸出、国内外決済、トレードサービス、キャッシュマネジメント、カストディ、トレジャリ、デビッドカード、資産運用など幅広く展開している。